# GP20型柴油机车
GP20型柴油机车是美国通用汽车易安迪公司（GM-EMD）在1959年推出的一款柴油机车，也是易安迪公司第一款采用涡轮增压的“GP”系列四轴干线调车机车，主要竞争对象是美国机车公司的RS-32型柴油机车。
1950年代，易安迪公司推出多款GP系列（四轴）及SD系列（六轴）干线调车机车，包括1500马力的GP7、SD7型柴油机车，以及1750马力的GP9、SD9型柴油机车，这些机车都是装用机械增压的易安迪567系列二冲程柴油机。当时的干线柴油机车已经出现了提高单机功率的发展趋势，易安迪公司为了保持自己在市场上的竞争力，于1958年推出采用涡轮增压的16-567D3型柴油机（2,400马力）和16-567D2型柴油机（2,000马力），其中前者被装用于六轴的SD24型柴油机车，而后者则装用于四轴的GP20型柴油机车。
1959年11月至1962年4月间，易安迪共制造了260台GP20型柴油机车，主要用户包括圣塔菲铁路、芝加哥、伯灵顿和昆西铁路、大北方铁路、南太平洋鐵路、联合太平洋铁路、圣路易斯西南铁路、紐約中央鐵路、西太平洋铁路等。GP20型柴油机车的后继产品是1961年推出的GP30型柴油机车。此外，易安迪公司还在GP20型柴油机车的基础上，推出采用机械增压的GP18型柴油机车。
GP20型柴油机车是干线货运用的四轴柴油机车，采用单司机室、底架承载结构、双侧外走廊的罩式车体，车体上部自前向后由电气室、司机室、动力室、冷却室四部分组成，其中电气室一端称为短罩端，动力室和冷却室一端称为长罩端，而短罩端的高度比长罩端低，使司机室的瞭望视野大为改善，这也是易安迪公司第一款以这种车体设计作为标准配置的柴油机车，但铁路公司亦可选择传统的全高度罩式车体。机车走行部为两台布贝格B型二轴转向架。动力装置为一台16气缸、二冲程、涡轮增压的16-567D2型柴油机，该型柴油机的结构实际上与SD24型机车的16-567D3型柴油机是相同的，但因为受到牵引电动机功率限制而装车功率降为2,000马力。传动系统采用直—直流电传动，柴油机直接驱动一台D22型直流发电机，发出的直流电供给四台D47型直流牵引电动机。牵引电动机采用轴悬式驱动方式，牵引齿轮传动比为4.13（62：15）。